# Lúcio Ceiônio Cômodo (cônsul em 106)
Lúcio Ceiônio Cômodo (em latim: Lucius Ceionius Commodus), às vezes chamado incorretamente de Lúcio Ceiônio Cômodo Vero, foi um senador romano eleito cônsul em 106 com Sexto Vetuleno Cívica Cerial. É conhecido principalmente por ter sido pai biológico de Lúcio Élio, por um tempo o herdeiro aparente do imperador Adriano, e avô de Lúcio Aurélio Vero, co-imperador de Marco Aurélio.

## Família
A família de Cômodo era originária da Etrúria. Seu pai, também chamado Lúcio Ceiônio Cômodo, foi cônsul em 78, no final do reinado de Vespasiano. Sua mãe, uma certa Ápia Severa, era filha do senador Sexto Ápio Severo.
Cômodo se casou com Fundânia Pláucia, que depois se casou com Caio Avídio Nigrino, cônsul sufecto em 110 e executado no começo do reinado de Adriano (118). Com ela, teve um filho chamado Lúcio Ceiônio Cômodo, nascido em 101 e conhecido pelo nome de Lúcio Élio, que se casou com Uma das filhas de Nigrino, Avídia Pláucia, provavelmente de um outro casamento. Élio foi adotado por Adriano em 136, mas morreu poucos meses antes de ascender ao trono romano, em 138.
O filho de Avídia e Lúcio Élio, também chamado Lúcio Ceiônio Cômodo, conhecido como Lúcio Aurélio Vero foi adotado por Antonino Pio e se tornou imperador em conjunto com Marco Aurélio, com quem reinou por muitos anos. Além dele, Élio e Avídia tiveram também Caio Avídio Ceiônio Cômodo, Ceiônia Fábia e Ceiônia Pláucia.
É possível que Cômodo tenha tido outro filho além de Lúcio Élio, mas de nome desconhecido. Este filho provavelmente foi pai de Marco Ceiônio Silvano, cônsul em 156, na época de Antonino Pio.
Finalmente, é provável que Nigrino, que foi executado em 118, tenha se casado com Pláucia depois da morte de Cômodo, que, portanto, ocorreu antes desta data.